# Makarij (Svystun)
Makarij (světským jménem: Leonid Mykytovyč Svystun; 14. září 1938, Kyjev – 4. června 2007, Bonn) byl ukrajinský pravoslavný duchovní Ukrajinské pravoslavné církve, arcibiskup a metropolita vinnycký a mohyliv-podilský.

## Život
Dne 14. září 1938 v Kyjevě.
Roku 1956 dokončil střední školu a stejného roku nastoupil na Kyjevský duchovní seminář, kterou dokončil roku 1960. Následně pokračoval ve studiu na Moskevské duchovní akademii. Studium dokončil roku 1965 s titulem kandidáta bohosloví.
Od 4. do 8. srpna 1967 se jako postgraduální student Moskevské duchovní akademii zúčastnil Konference "Církev a společnost" v Saint-Cergue ve Švýcarsku.
V březnu a dubnu roku 1968 se zúčastnil Všekřesťanského světového kongresu v Praze.
Roku 1968 dokončil postgraduální studium na akademii. Studoval také na Ekumenickém institutu Bossey.
Dne 22. května 1968 byl metropolitou leningradským a novgorodským Nikodimem (Rotovem) rukopoložen na hierodiakona a 28. srpna na jereje se zařazením do kléru kyjevské eparchie.
Stejného roku byl delegátem Ruské pravoslavné církve na IV. zasedání Světové rady církví v Uppsale.
Dne 28. září byl metropolitou kyjevským a haličským Filaretem (Denysenkem) postřižen na monacha se jménem Makarij na počest svatého mučedníka Makarije, metropolity kyjevského. Byl ustanoven ključarem (zástupce představeného) soboru svatého Vladimíra v Kyjevě. Byl členem pobočky Oddělení pro vnější církevní vztahy Moskevského patriarchátu v Kyjevě.
Od 22. ledna do 12. února 1970 navštívil v rámci delegace Ukrajinského exarchátu Argentinu a od 13. do 18. února navštívil v rámci stejné delegace Řím.
Dne 26. května 1970 byl řešením Svatého synodu zvolen biskupem umaňským a vikarijním biskupem kyjevské eparchie.
Dne 31. května 1970 byl metropolitou kyjevským a haličským Filaretem povýšen na archimandritu.
Dne 7. června 1970 proběhla v soboru svatého Vladimíra v Kyjevě jeho biskupská chirotonie. Světiteli byli metropolita leningradský a novgorodský Nikodim (Rotov), metropolita kyjevský a haličský Filaret (Denysenko), metropolita starozagorský Pankratij (Dončev) (Bulharská pravoslavná církev), arcibiskup žytomyrský a ovručský Palladij (Kaminskyj), arcibiskup lvovský a ternopilský Mykolaj (Juryk), biskup černovický a bukovinský Feodosij (Procjuk), biskup černihivský a nižynský Volodymyr (Sabodan).
Od 7. června 1970 se stal správcem Patriarchálních farností v Kanadě a od 30. července dočasným správcem Patriarchálních farností v USA.
Dne 24. února 1971 se stal pozorovatelem Ruské pravoslavné církve na XII. světové metodistické konferenci v Denveru.
Dne 26. prosince 1974 byl osvobozen od spravování farnosti v Kanadě a USA a ustanoven představitelem Ruské pravoslavné církve na Světové radě církví v Ženevě a představeným stavropegiální farnosti Narození přesvaté Bohorodice v Ženevě.
Od 16. února do 9. března 1975 navštívil jako člen delegace křesťanských církví Sovětského svazu Národní shromáždění Kristovy církve v USA.
Dne 17. dubna byl ustanoven členem delegace Moskevského patriarchátu na V. shromáždění Světové rady církví v Nairobi.
Dne 10. dubna 1978 byl osvobozen od funkce představitele Ruské pravoslavné církve ve Světové radě církví.
Roku 1978 se vrátil na Ukrajinu.
Od 20. dubna do 6. května 1979 pobýval v USA, kde se zúčastnil zasedání Komise pro mezicírkevní pomoc pro uprchlíky při Světové radě církví.
Dne 7. září 1979 byl povýšen na arcibiskupa.
Od 12. do 25. května 1980 byl členem delegace Ruské pravoslavné církve na Světové konferenci Komise Světové rady církví - Světová misie a evangelizace v Melbourne.
Dne 23. prosince 1980 byl zařazen do komise Svatého synodu na organizaci oslav 1000. výročí Křtu Rusi.
Od 18. do 28. dubna 1981 pobýval v Japonsku jako člen delegace církevních představitelů a náboženských organizací Sovětského svazu.
Od 24. do 26. května 1982 se v Sofii zúčastnil Konference Východoevropských církvím
Dne 12. října 1982 byl ustanoven arcibiskupem ivano-frankivským a kolomyjským.
Zúčastňoval se dále různých delegací a konferencí církví.
Dne 26. června 1985 byl ustanoven arcibiskupem argentinským a jihoamerickým, patriarchálním exarchou Střední a Jižní Ameriky.
Dne 4. října 1985 byl navrácen na ivano-frankivskou katedru.
Dne 19. března 1990 byl Synodem Ukrajinského exarchátu osvobozen od funkce eparchiálního biskupa ivano-frankivské eparchie.
Dne 20. července 1990 byl jmenován arcibiskupem klinským a vikarijním biskupem moskevské eparchie, správcem patriarchálních farností v USA a dočasným správcem patriarchálních farností v Kanadě.
Když se v červnu 1992 stoupenci samozvaného Kyjevského patriarchátu zmocnili Kyjevsko-Pečerské lávry, arcibiskup Makarij veřejné vystoupil a promluvil k tisícům věřícím a vyzýval jsem aby byli věrní Matce církví, Charkovskému Archijerejskému soboru a metropolitovi Kyjeva Volodomyru (Sabodanovi). Samozvaného patriarchu Filareta (bývalý metropolita kyjevský) prohlásil za podvodníka, pogromistu a zločince.
Dne 22. června 1992 byl Synodem zvolen arcibiskupem vinnyckým a braclavským.
Od roku 1992 byl předsedou Oddělení pro vnější církevní vztahy Ukrajinské pravoslavné církve.
Dne 4. listopadu 1994 mu byl změněn titul na vinnycký a mohyliv-podilský.
Dne 11. dubna 2001 byl povýšen na metropolitu.
Zemřel po dlouhé nemoci 4. června 2007. Dne 6. června bylo tělo přeneseno do Kyjevsko-Pečerské lávry a pohřeb se konal o den později ve Vinnycji. Pohřben byl poblíž soboru Proměnění Páně ve Vinnycji.

## Řády a vyznamenání

### Církevní vyznamenání
- 1977 – Řád svatého apoštolům rovného knížete Vladimíra II. třídy
- 1988 – Řád přepodobného Sergija Radoněžského I. třídy
- 2003 – Řád svatého Innokentija Moskevského II. třídy
- Řád blahověrného knížete Daniela Moskevského II. třídy
- Řád přepodobných Antonija a Feodosija Kyjevskopečerských I. stupně
- Řád přepodobného Nestora Letopisce I. třídy
- Řád k 2000. výročí narození Ježíše Krista
- Řád Kříže Božího Hrobu (Pravoslavný patriarchát jeruzalémský)
- Řád svatého velikomučedníka Jiřího Vítězného (Gruzínská pravoslavná církev)
- Řád svatých apoštolům rovných Cyrila a Metoděje (Bulharská pravoslavná církev)
- Řád svaté apoštolům rovné Marie Magdaleny (Polská pravoslavná církev)